# Olof Fristadius

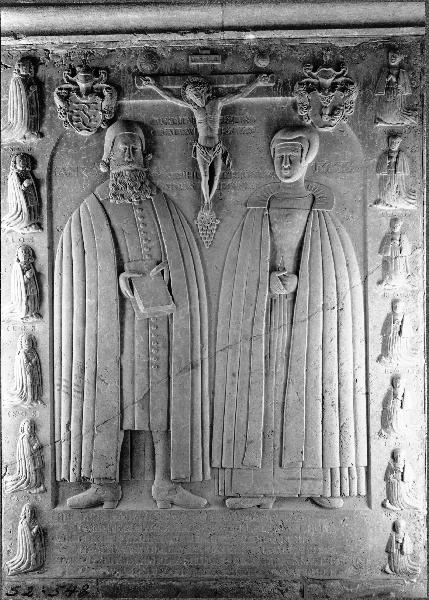
Gravhäll i Skara domkyrka.

Olof Svensson Fristadius, född 1588 i Istorp, död 30 maj 1654, var biskop i Skara stift från 1651 till sin död.
Olof Fristadius var son till Sveno Olavi, pastor i Fristad, och Elsa Thorstensdotter. Han studerade i Varberg och Lund 1596–1601 och i Skara 1601–1609. Därefter reste han till Wittenberg där han 1614 promoverades till magister. Efter hemkomsten blev han präst 1615, konrektor, teol. lektor och slutligen rektor vid Skara skola. År 1618 utnämndes han till domprost och fick i denna egenskap Saleby till prebende. Han var riksdagsfullmäktig 1627, 1628 och 1631. Han var föreslagen till biskop i Skara 1639 och Växjö 1647, men fick vänta till 1651 då han efterträdde Jonas Magni Wexionensis som biskop i Skara. 
Olof Fristadius gifte sig 1619 med Margareta, dotter till sin företrädare Sveno Svenonis. Av deras 13 barn levde 3 söner och 3 döttrar vid faderns död. De kallade sig Scarander. Däribland var Johannes (pastor i Saleby), Christina (gift med lektor Lars Odhelius och pastor Joh. Hedræus) och Elsa som var gift med prästen och riksdagsledamoten Magnus Salanus och kyrkoherden Arv. Grundelius i Wånga.
Han och hustrun är begravna i Skara domkyrka.